# Wojciech Dragan
Wojciech Łukasz Dragan (ur. 7 czerwca 1976) – polski psycholog, biolog, profesor Uniwersytetu Jagiellońskiego, doktor habilitowany nauk społecznych, w latach 2008–2016 prodziekan do spraw studenckich Wydziału Psychologii Uniwersytetu Warszawskiego.

## Życiorys
W 2001 ukończył studia psychologiczne na Uniwersytecie Warszawskim.
W swojej pracy naukowej skupia się na genetycznych uwarunkowaniach zachowań w normie i patologii, zjawisku interakcji genotypu i czynników środowiskowych w kształtowaniu zachowania oraz biologicznym podłożu temperamentu. Jest współautorem kilkunastu artykułów opublikowanych w czasopismach polskich i zagranicznych (m.in. „Neuropsychobiology”, „Personality and Individual Differences”) oraz współautorem monografii „Genetyka zachowania w psychologii i psychiatrii”, uhonorowanej Nagrodą Rektora UW. Współpracuje m.in. z Uniwersytetem Stanu Waszyngton i Life & Brain Center Uniwersytetu w Bonn. Jest członkiem International Behavioural and Neural Genetics Society.
Laureat nagrody im. Andrzeja Malewskiego w 2010, stypendysta Ministra Nauki i Szkolnictwa Wyższego, laureat X edycji programu stypendialnego „Polityki” „Zostańcie z nami”. Stypendysta Programu Fulbrighta.

## Wybrane publikacje
- Dragan, W.Ł., Oniszczenko, W. (2009). The association between dopamine D4 receptor exon III polymorphism and intensity of PTSD symptoms among flood survivors. Anxiety, Stress and Coping, 22, 483–495.
- Dragan, W.Ł., Oniszczenko, W. (2008). Polimorfizm w genie transportera dopaminy (DAT-1) i postrzegany stopień zagrożenia życia a nasilenie zaburzenia po stresie traumatycznym w grupie powodzian. Studia Psychologiczne, 46, 77–86
- Oniszczenko, W., Dragan, W.Ł. (2008). Genetyka zachowania w psychologii i psychiatrii. Warszawa: Wydawnictwo Naukowe Scholar.
- Dragan, W.Ł., Oniszczenko, W. (2007). Association between dopamine D4 receptor and transporter gene polymorphisms and personality traits in a Polish female population. Personality and Individual Differences, 43, 531–540.
- Oniszczenko, W., Dragan, W.Ł. (2006). Struktura temperamentu w ujęciu Regulacyjnej Teorii Temperamentu a polimorfizmy w genach 5-HTT, DAT-1 i DRD4 u młodych kobiet. Neuropsychiatria i Neuropsychologia, 1, 24–30.
- Dragan, W.Ł., Oniszczenko, W. (2006). Association of a functional polymorphism in the serotonin transporter gene with personality traits in females in a Polish population. Neuropsychobiology, 54, 45–50.
- Dragan, W.Ł., Oniszczenko, W. (2005). Polymorphisms in the serotonin transporter gene and their relationship to temperamental traits measured by the Formal Characteristics of Behavior – Temperament Inventory: Activity and Emotional reactivity. Neuropsychobiology, 51, 269–274.
- Oniszczenko, W., Dragan, W.Ł. (2005). Association between the dopamine D4 receptor gene polymorphism and Emotional reactivity as a temperamental trait. Twin Research and Human Genetics, 8, 633–637.
- Oniszczenko, W., Dragan, W.Ł. (2005). Związek polimorfizmu genów receptora dopaminy (DRD4) i transportera dopaminy (DAT-1) z cechami temperamentu: reaktywnością emocjonalną i aktywnością. Studia Psychologiczne, 43, 75–82.